# 流鬼國
流鬼国，古代东方部族，唐朝对居住在今俄罗斯境西伯利亚东北堪察加半岛（一说库页岛）部族的专称，相当于鄂霍次克文化，在黑水靺鞨东北。《新唐书·东夷传·流鬼》说流鬼距离京师长安一万五千里，在黑水靺鞨东北，少海（鄂霍次克海）之北，三面都临海，而北方不知道可以到达何处。贞观十四年（640年），流鬼国王派儿子三重翻译向唐朝进贡，唐太宗任命他为骑都尉，送他回去。当地人以狩猎为生。

## 歷史

### 唐太宗時期
隋唐是中原同邊疆各族密切聯繫的時代，即使是對居住在最邊遠地區的一些小部落，也都時有來往，並載入史冊。流鬼部是生活在堪察加半島上的原始部落。據《通典》卷200記載，唐朝時流鬼尚「無城郭，依海島散居。掘地深數尺，兩邊斜豎木構為屋，人皆皮服，又狗毛雜麻為布而衣之。婦人冬衣豕鹿皮，夏衣魚皮。」而且地「多沮澤，有魚鹽之利」。由於氣候寒冷，早霜雪，不適於耕稼。為了戰勝冰雪，發明了人類早期滑雪用具，「每堅冰之後，以木廣六寸、長七尺，施系其上，以踐層冰，逐及奔獸」。已具備今日滑雪板的雛形，既是漁獵生產時的交通工具，又是嬉戲運動的用具。此外，俗多養狗，是其重要衣食資源。有勝兵萬餘人，無相敬之禮和官吏之法。如有他盜犯境，乃互相召喚，共同禦敵。使用的弓長四尺餘，箭同內地一樣，以骨石為鏃，表明深受中原文化影響。
隔海相鄰的靺鞨人，曾至其地貨易，並盛讚唐朝的繁榮富強，使其首領孟蚌無限神往，於唐貞觀十四年三月初四日（640年3月31日），遣其子可也余志入唐朝貢。唐太宗對可也余志的到來也很重視，封其為騎都尉，使之與唐朝建立起朝貢聯繫。據說他剛到靺鞨族地方，唐朝邊防官員請他騎馬代步，但他不習慣，騎上就掉下馬來。可知流鬼族人不會騎馬。

### 唐玄宗時期
唐開元十三年（725年），以安東都護薛泰請在黑水靺鞨内置黑水軍，以其最大的部落為黑水府，以其首領為都督並派遣了內地長史（都督的副職）等官員協助當地少數民族首領管轄。唐開元十四年（726年），唐朝在這裡設置了黑水都督府。唐開元十六年（728年），賜都督姓李名獻誠，對黑水靺鞨地區（今黑龍江中下游流域）實施有效的行政管轄。治所在今俄羅斯哈巴羅夫斯克（伯力）。
唐代東北少數民族黑水靺鞨開闢了對堪察加的航線即庫頁島與堪察加半島的鄂霍次克海航線。航線起點在莫曳靺鞨（莫曳皆部）所在的庫頁島。《新唐書‧靺鞨傳》載，黑水（黑龍江）西北有思慕部，往北走十天到郡利部（今黑龍江入海口廟街），再往東北走十天到窟設部（又名窟說部，「窟說」是「庫頁」的音轉），再往東南走十天就到莫曳皆部即莫曳靺鞨了，終點在流鬼國（今堪察加半島的西南岸）。

## 君主列表
| 肖像 | 廟號 | 謚號 | 尊號 | 名諱 | 在世時間 | 年號 | 在位時間 | 陵寢 |
| ---- | ---- | ---- | ---- | ---- | -------- | ---- | -------- | ---- |
|      | －   | －   | －   | 孟蚌 | ？－？   | －   | ？－？   | －   |

## 延伸阅读
[在维基数据编辑]
 《欽定古今圖書集成·方輿彙編·邊裔典·流鬼部》，出自陈梦雷《古今圖書集成》
 《新唐書·卷220》，出自《新唐書》